# Antombana
Antombana est une commune rurale malgache, située dans la partie sud de la région de Sava.